# Молодіжний чемпіонат Європи з футболу 2025 (кваліфікація, група F)
Група F відбіркового турніру молодіжного чемпіонату Європи 2025 року складається з шести команд: Англії, України, Сербії, Північної Ірландії, Азербайджану та Люксембургу. Склад дев’яти груп у відбірковому груповому етапі було визначено жеребкуванням, яке відбулося 2 лютого 2023 року в штаб-квартирі УЄФА в Ньоні, Швейцарія, а команди було посіяно згідно з рейтингом.

## Турнірна таблиця
| Поз | Команда           | І  | В | Н | П | ГЗ | ГП | РГ  | О  | Кваліфікація     |     |     |     |     |     |     |     |
| --- | ----------------- | -- | - | - | - | -- | -- | --- | -- | ---------------- | --- | --- | --- | --- | --- | --- | --- |
| 1   | Англія            | 10 | 8 | 1 | 1 | 41 | 6  | +35 | 25 | Фінальний турнір |     | —   | 2–1 | 9–1 | 3–0 | 7–0 | 7–0 |
| 2   | Україна           | 10 | 8 | 0 | 2 | 20 | 7  | +13 | 24 | Фінальний турнір |     | 3–2 | —   | 2–1 | 1–0 | 4–0 | 1–0 |
| 3   | Сербія            | 10 | 5 | 1 | 4 | 13 | 18 | −5  | 16 |                  |     | 0–3 | 1–0 | —   | 1–2 | 2–0 | 2–0 |
| 4   | Північна Ірландія | 10 | 3 | 2 | 5 | 10 | 10 | 0   | 11 |                  | 0–0 | 1–2 | 1–2 | —   | 0–1 | 5–0 |     |
| 5   | Люксембург        | 10 | 2 | 2 | 6 | 6  | 23 | −17 | 8  |                  | 0–3 | 0–3 | 1–1 | 0–0 | —   | 2–0 |     |
| 6   | Азербайджан       | 10 | 1 | 0 | 9 | 4  | 30 | −26 | 3  |                  | 1–5 | 0–3 | 0–2 | 0–1 | 3–2 | —   |     |

## Матчі
Час CET / CEST, як указано УЄФА (місцевий час, якщо він відрізняється, вказано в дужках).
| 7 вересня 2023 15:00 (14:00 BST) |

| Північна Ірландія | 0–1      | Люксембург                  |
| ----------------- | -------- | --------------------------- |
|                   | Протокол | - Джеймс Алвес Родрігес 13' |

| Морнев'ю Парк, Лурган Глядачів: 333 |

| 11 вересня 2023 18:00 |

| Люксембург | 0–3      | Англія                                               |
| ---------- | -------- | ---------------------------------------------------- |
|            | Протокол | - Ліам Делап 43' - Каллум Дойл 58' - Коул Палмер 67' |

| Муніципальний стадіон, Дифферданж Глядачів: 1405 |

| 12 вересня 2023 18:30 |

| Україна           | 1–0      | Північна Ірландія |
| ----------------- | -------- | ----------------- |
| Віталій Роман 70' | Протокол |                   |

| НТЦ Попрад, Попрад ( Словаччина) Глядачів: 275 |

| 12 вересня 2023 20:00 |

| Сербія                  | 2–0      | Азербайджан |
| ----------------------- | -------- | ----------- |
| - Міхайло Іліч 19', 26' | Протокол |             |

| Спортивний центр ФСС, Стара Пазова Глядачів: 412 |

| 12 жовтня 2023 16:00 (18:00 AZT) |

| Азербайджан | 0–1      | Північна Ірландія    |
| ----------- | -------- | -------------------- |
|             | Протокол | - Кіран Макгакін 19' |

| Азерсун Арена, Баку Глядачів: 300 |

| 12 жовтня 2023 19:30 |

| Люксембург | 0–3      | Україна                                                   |
| ---------- | -------- | --------------------------------------------------------- |
|            | Протокол | Ігор Краснопір 45' Богдан В'юнник 69' Ілля Квасниця 90+4' |

| Стадіон Еміля Майріша, Еш-сюр-Альзетт Глядачів: 661 |

| 12 жовтня 2023 20:45 (19:45 BST) |

| Англія | 9–1      | Сербія               |
| --- | -------- | -------------------- |
| - Джейден Філоджин 38', 63' - Ліам Делап 42' - Гарві Елліотт 45+7', 90+1' - Ноні Мадуеке 53', 59' - Лука Суботич 87' (аг) - Джонатан Роу 89' | Протокол | - Владимир Лучич 27' |

| Сіті Граунд, Вест-Бриджфорд Глядачів: 14 753 |

| 16 жовтня 2023 18:30 |

| Україна                                                  | 3–2      | Англія                               |
| -------------------------------------------------------- | -------- | ------------------------------------ |
| Назар Волошин 31' Олег Очеретько 43' Ілля Квасниця 90+4' | Протокол | Ноні Мадуеке 67' Чарлі Крессвелл 89' |

| Кошицька футбольна арена, Кошиці ( Словаччина) Глядачів: 3245 |

| 16 жовтня 2023 20:30 (19:30 BST) |

| Північна Ірландія           | 1–2      | Сербія                                    |
| --------------------------- | -------- | ----------------------------------------- |
| - Кіран Макгакін 51' (пен.) | Протокол | - Владимир Лучич 15' - Мілош Пантович 82' |

| Морнев'ю Парк, Лурган Глядачів: 433 |

| 17 жовтня 2023 16:00 (18:00 AZT) |

| Азербайджан                                                                         | 3–2      | Люксембург                              |
| ----------------------------------------------------------------------------------- | -------- | --------------------------------------- |
| - Наріман Ахундзаде 41' (пен.) - Йоганн Торрес 88' (аг) - Агададас Салянський 90+1' | Протокол | - Райан Бербері 45+4' - Леон Ельшан 54' |

| Азерсун Арена, Баку Глядачів: 200 |

| 17 листопада 2023 19:00 |

| Україна                                                                      | 4–0      | Люксембург |
| ---------------------------------------------------------------------------- | -------- | ---------- |
| Владислав Ванат 35' Арсеній Батагов 64' Назар Волошин 66' Ігор Краснопір 74' | Протокол |            |

| Нуева-Кондоміна, Мурсія ( Іспанія) Глядачів: 1026 |

| 18 листопада 2023 17:00 |

| Сербія | 0–3      | Англія                                      |
| ------ | -------- | ------------------------------------------- |
|        | Протокол | - Джеймс Макаті 5', 19' - Гарві Елліотт 55' |

| ТСЦ Арена, Бачка-Топола Глядачів: 1200 |

| 21 листопада 2023 19:00 |

| Сербія                                  | 2–0      | Люксембург |
| --------------------------------------- | -------- | ---------- |
| - Петар Ратков 13' - Владимир Лучич 30' | Протокол |            |

| Спортивний центр ФСС, Стара Пазова Глядачів: 300 |

| 21 листопада 2023 19:00 |

| Україна                     | 1–0      | Азербайджан |
| --------------------------- | -------- | ----------- |
| Володимир Бражко 34' (пен.) | Протокол |             |

| Нуева-Кондоміна, Мурсія ( Іспанія) Глядачів: 880 |

| 21 листопада 2023 20:45 (19:45 GMT) |

| Англія                                       | 3–0      | Північна Ірландія |
| -------------------------------------------- | -------- | ----------------- |
| - Тайлер Мортон 31' - Гарві Елліотт 52', 80' | Протокол |                   |

| Гудісон Парк, Ліверпуль Глядачів: 7890 |

| 22 березня 2024 13:00 (16:00 AZT) |

| Азербайджан         | 1–5      | Англія                                                                             |
| ------------------- | -------- | ---------------------------------------------------------------------------------- |
| - Рамін Насірлі 86' | Протокол | - Гарві Елліотт 25', 67' - Ноні Мадуеке 29' - Джейден Філоджин 53' - Арчі Грей 88' |

| Азерсун Арена, Баку Глядачів: 500 |

| 22 березня 2024 19:30 |

| Люксембург                       | 1–1      | Сербія               |
| -------------------------------- | -------- | -------------------- |
| - Мігель Фернандес Гонсалвес 51' | Протокол | - Стефан Митрович 4' |

| Стадіон Еміля Майріша, Еш-сюр-Альзетт Глядачів: 973 |

| 26 березня 2024 13:00 (16:00 AZT) |

| Азербайджан | 0–3      | Україна                                                        |
| ----------- | -------- | -------------------------------------------------------------- |
|             | Протокол | Олександр Яцик 25' Олег Очеретько 40' Валентин Рубчинський 56' |

| Азерсун Арена, Баку Глядачів: 250 |

| 26 березня 2024 18:00 |

| Сербія                | 1–2      | Північна Ірландія                     |
| --------------------- | -------- | ------------------------------------- |
| - Стефан Митрович 39' | Протокол | - Чарлі Аллен 56' - Крейг Фаркуар 70' |

| Дубочица, Лесковац Глядачів: 2958 |

| 26 березня 2024 20:00 (19:00 GMT) |

| Англія | 7–0      | Люксембург |
| --- | -------- | ---------- |
| - Ноні Мадуеке 23', 55' - Семюел Ілінг-Джуніор 41', 72' - Джеймі Байно-Гіттенс 51' - Морган Роджерс 62', 82' | Протокол |            |

| Юніверсіті оф Болтон, Болтон Глядачів: 11 620 |

| 6 вересня 2024 18:00 (19:00 EEST) |

| Україна                                   | 2–1      | Сербія          |
| ----------------------------------------- | -------- | --------------- |
| Назар Волошин 34' Єгор Ярмолюк 58' (пен.) | Протокол | Самед Баждар 7' |

| ЛНК Спорта Паркс, Рига ( Латвія) Глядачів: 424 |

| 6 вересня 2024 19:30 |

| Люксембург                      | 2–0      | Азербайджан |
| ------------------------------- | -------- | ----------- |
| - Леон Ельшан 21', 45+2' (пен.) | Протокол |             |

| Стадіон Еміля Майріша, Еш-сюр-Альзетт Глядачів: 256 |

| 6 вересня 2024 20:45 (19:45 BST) |

| Північна Ірландія | 0–0      | Англія |
| ----------------- | -------- | ------ |
|                   | Протокол |        |

| Шоуграундс, Балліміна Глядачів: 3237 |

| 10 вересня 2024 17:00 (19:00 AZT) |

| Азербайджан | 0–2      | Сербія                                        |
| ----------- | -------- | --------------------------------------------- |
|             | Протокол | - Вукашин Джурджевич 19' - Йован Міятович 26' |

| Далга-Арена, Баку Глядачів: 180 |

| 10 вересня 2024 20:45 (19:45 BST) |

| Північна Ірландія      | 1–2      | Україна                              |
| ---------------------- | -------- | ------------------------------------ |
| Чарлі Аллен 81' (пен.) | Протокол | Назар Волошин 10' Максим Брагару 30' |

| Шоуграундс, Балліміна Глядачів: 697 |

| 11 жовтня 2024 20:45 |

| Англія                   | 2–1      | Україна           |
| ------------------------ | -------- | ----------------- |
| Джеймс Макаті 88', 90+2' | Протокол | Тарас Михавко 70' |

| Дін Курт, Борнмут Глядачів: 9858 |

| 12 жовтня 2024 17:00 |

| Північна Ірландія                                                                                                   | 5–0      | Азербайджан |
| --- | -------- | ----------- |
| - Чарлі Аллен 11' (пен.) - Джон Маккірнан 56' - Патрік Келлі 64' - Джастін Девенні 68' - Рустам Самігуллін 81' (аг) | Протокол |             |

| Шоуграундс, Балліміна Глядачів: 440 |

| 15 жовтня 2024 20:30 |

| Сербія            | 1–0      | Україна |
| ----------------- | -------- | ------- |
| Милан Алексич 21' | Протокол |         |

| Спортивний центр ФСС, Стара Пазова Глядачів: 214 |

| 15 жовтня 2024 20:30 (19:30 BST) |

| Англія | 7–0      | Азербайджан |
| --- | -------- | ----------- |
| - Чарлі Крессвелл 2' - Каллум Дойл 27' - Джеймс Макаті 55' - Джалал Гусейнов 70' (аг) - Елліот Андерсон 72' - Дейн Скарлетт 86' - Омарі Гатчінсон 90' | Протокол |             |

| Ештон Гейт, Бристоль Глядачів: 14 974 |

| 15 жовтня 2024 20:30 |

| Люксембург | 0–0      | Північна Ірландія |
| ---------- | -------- | ----------------- |
|            | Протокол |                   |

| Стадіон Еміля Майріша, Еш-сюр-Альзетт Глядачів: 257 |

## Бомбардири
У 30 матчах було забито 94 голи, в середньому 3,13 голу за матч.
7 голів:
- Гарві Елліотт

6 голів:
- Ноні Мадуеке

5 голів:
- Джеймс Макаті

4 голи:
- Назар Волошин

3 голи:
| - Джейден Філоджин - Леон Ельшан | - Чарлі Аллен - Владимир Лучич |  |

2 голи:
| - Ілля Квасниця - Ігор Краснопір - Олег Очеретько - Ліам Делап - Семюел Ілінг-Джуніор - Каллум Дойл | - Чарлі Крессвелл - Морган Роджерс - Кіран Макгакін - Міхайло Іліч - Стефан Митрович |  |

1 гол:
| - Арсеній Батагов - Максим Брагару - Володимир Бражко - Владислав Ванат - Богдан В'юнник - Тарас Михавко - Віталій Роман - Валентин Рубчинський - Єгор Ярмолюк - Олександр Яцик - Наріман Ахундзаде - Рамін Насірлі - Агададас Салянський - Елліот Андерсон - Омарі Гатчінсон - Джеймі Байно-Гіттенс - Арчі Грей | - Тайлер Мортон - Коул Палмер - Джонатан Роу - Дейн Скарлетт - Джеймс Алвес Родрігес - Райан Бербері - Мігель Фернандес Гонсалвес - Джастін Девенні - Патрік Келлі - Джон Маккірнан - Крейг Фаркуар - Милан Алексич - Самед Баждар - Вукашин Джурджевич - Йован Міятович - Мілош Пантович - Петар Ратков |  |

1 автогол:
| - Джалал Гусейнов (проти Англії) - Рустам Самігуллін (проти Північної Ірландії) | - Йоганн Торрес (проти Азербайджану) - Лука Суботич (проти Англії) |  |